# Ver Huell
Ver Huell is een Nederlands geslacht waarvan een tak in de Nederlandse adel werd opgenomen, die bestuurders en militairen voortbracht en in 1931 uitstierf.

## Geschiedenis
De stamreeks begint met Gijsbert van der Hoell die tussen 1567 en 1573 stadsmedicus van Zutphen was en in dat laatste jaar overleed. Zijn achterkleinzoon, Quirijn (1621-<1688), werd raad en burgemeester van Doetinchem en de eerste van een reeks bestuurders van zijn geslacht.
In 1840 werd Evert Christiaan Ver Huell (1789-1841) verheven in de Nederlandse adel waarmee hij en zijn nakomelingen het predicaat jonkheer en jonkvrouw verkregen. In 1931 stierf de adellijke tak van dit geslacht uit.

## Enkele telgen
Quirijn Ver Huell (1621-<1688), raad en burgemeester van Doetinchem, gedeputeerde ter Staten-Generaal
- Everhard Ver Huell (1665-1738), drossaard, richter en rentmeester van Gendringen en Etten
  - mr. Quirijn Maurits Ver Huell (1718-1788), schepen van Doetinchem, gedeputeerde ter Staten-Generaal
    - Sophia Wynanda Ver Huell (1749-1794); trouwde in 1766 met Damiaan Hugo Staring, heer van de Wildenborch (1736-1783)
      - mr. Anthony Christiaan Winand Staring, heer van de Wildenborch (1767-1840), vooral bekend geworden als dichter

    - mr. Everhard Alexander Ver Huell (1759-1829), burgemeester van Doesburg
      - Quirijn Maurits Rudolph Ver Huell (1787-1860), militair en schrijver
        - mr. Alexander Ver Huell (1822-1897), tekenaar; met hem stierf deze niet-adellijke tak uit

    - Christiaan Antonij Ver Huell (1760-1832), adjudant van luitenant-admiraal Jan Hendrik van Kinsbergen, kamerheer van Lodewijk Napoleon Bonaparte
      - jhr. mr. Evert Christiaan Ver Huell (1789-1841), raadsheer Hooggerechtshof
        - jhr. Henry Christiaan Arnoud Ver Huell (1820-1881), lid gemeenteraad van 's-Gravenhage 1861-1881, lid provinciale staten van Zuid-Holland 1871-1877, ter ere van wie de Ver Huellbank is gebouwd, en de naamgever van de Ver Huellweg in de Scheveningse Bosjes
          - jhr. George Jan Emile Ver Huell (1852-1931), laatste van het adellijke geslacht Ver Huell

        - jkvr. Eugénie Marie Ver Huell (1824-1886); trouwde in 1845 met jhr. mr. Emmericus Anthony Henricus Berckmans de Weert (1814-1898), secretaris van het Kabinet des Konings 1853-1877

    - Carel Hendrik Ver Huell (1764-1845), Nederlands en Frans generaal